# 賈斯汀·厄普頓
賈斯汀·厄文·厄普頓（英語：Justin Irvin Upton，1987年8月25日—），為美國職棒大聯盟的外野手，目前為自由球員。他於2005年大聯盟選秀第1輪被亞利桑那響尾蛇選走。2007年登上大聯盟，先後待過響尾蛇、勇士、教士、老虎、天使與水手等隊。他在勇士、教士隊時期曾與他哥哥B·J·厄普頓成為隊友。

## 職業生涯

### 亞利桑那響尾蛇
2005年大聯盟選秀，亞利桑那響尾蛇在第一輪選秀第一順位選進了厄普頓。
2007年
8月2日，響尾蛇的外野手卡洛斯·昆汀受傷，年僅19歲的厄普頓登上大聯盟，成為當時最年輕的大聯盟選手。當時中外野手是由另一名新秀克里斯·揚擔任，厄普頓則是擔任右外野手。
8月4日，他擊出生涯首安以及首次得分。8月5日，他打回生涯首分打點。2天後，他擊出生涯首轟，他差一支一壘安打就能達成完全打擊，與史上最年輕達成完全打擊這項紀錄擦身而過。
該年他擊出2轟，打擊率2成21，2次盜壘成功，11分打點。該年響尾蛇闖入季後賽，國聯分區賽3場橫掃小熊。總計他在該年季後賽的打擊率高達3成57，長打率5成71。
2008年
春訓時，厄普頓的打擊率就超過3成，3轟12分打點，還有4次盜壘成功。在和另一名外野手Jeff Salazar的先發爭奪戰中勝出。
4月3日面對紅人隊，紅人先發投手強尼·奎托初登板就投出了5局的完全比賽，但是厄普頓在第6局擊出陽春砲打破鴨蛋，也破了奎托的無安打。隔天，厄普頓面對洛磯隊繳出了猛打賞，還擊出了單季第二轟。再過一天，厄普頓再度繳出猛打賞，並擊出單季第三轟，史上只有3個人可以在21歲前達成連3場開轟。4月11日，他擊出單季第4轟，響尾蛇7比2拿下7連勝。隔天，厄普頓敲出3分砲，響尾蛇拿下8連勝。
4月大殺四方的厄普頓，到了5月表現整個走樣，還曾一度連續24個打數無安打，還吞下17次三振。直到5月30日，他才擊出全壘打結束他的低潮。
7月6日，他在大通體育場擊出一支484英尺的全壘打，為大通體育場有史以來第二遠的全壘打。
該季他打擊率2成50，15轟42分打點，長打率4成63。另外他整季發生11次失誤，是全聯盟最低。
2009年
該年厄普頓開季手感並不好，21個打數僅1安。直到5月才恢復手感，單月打擊率3成73，長打率7成09，7轟21分打點，拿下國聯單月最佳球員。他哥哥B·J·厄普頓在6月拿下美聯單月最佳球員。他們成為大聯盟史上第一對同一年都拿下單月最佳球員的兄弟檔。7月5日，厄普頓入選明星賽。
8月5日，厄普頓在盜二壘時受傷，進入傷兵名單，由新秀Trent Oeltjen接替他的位置。
該季他12次失誤為全聯盟最低。總計他打擊率3成，158安，26轟。
2010年
3月3日，厄普頓與響尾蛇簽下了6年125萬美元的合約，還包含了不得交易條款。
雖然他整季因為右斜肌扭傷，出賽場次不多，但是他整季還是有2成73的打擊率，17轟，18次盜壘成功。
2011年
該年他與隊友米格爾·蒙特羅一起入選明星賽。
該季他打擊率2成89，31轟，13次失誤是大聯盟外野手最少。單季19次觸身球也是隊史紀錄，該年他拿下防守聖經獎，還拿下銀棒獎。
他在總年度MVP票選拿下第四名，僅次於萊恩·布勞恩、麥特·坎普及普林斯·菲爾德。
2012年
8月3日，他擊出生涯第100轟。他哥哥也在幾分鐘後達成此成就。該季他107次得分為國聯第二。
2012年球季結束，球隊想將厄普頓交易至西雅圖水手隊，但是他拒絕了。

### 亞特蘭大勇士
2013年
1月20日，響尾蛇將厄普頓和Chris Johnson交易至亞特蘭大勇士，得到了馬丁·普拉多、Randall Delgado、尼克·亞梅德、齊克·史博威與布蘭登·卓利。厄普頓兄弟檔也成為了隊友。4月7日，厄普頓兄弟檔達成首次同場開轟，當時哥哥梅爾文9局擊出追平轟，弟弟賈斯汀在延長賽擊出再見轟。4月23日，厄普頓兄弟檔達成了第一次的背靠背開轟。這也是繼1938年來大聯盟首次出現兄弟檔背靠背開轟的紀錄。
2014年
8月8日，兄弟檔第五次同場開轟，締造大聯盟新紀錄。打破了葛雷諾兄弟與吉昂比兄弟所共同保持的4場紀錄。

### 聖地牙哥教士
2014年12月19日，勇士將厄普頓與Aaron Northcraft交易至教士隊，換來麥克斯·弗里德、傑斯·彼得森、Dustin Peterson與麥勒克斯·史密斯。
2015年7月6日，厄普頓第三度入選明星賽。10月23日，厄普頓與史達林·馬提和克里斯蒂安·葉力奇進入金手套決選最終名單。最終由馬提贏得金手套。總計厄普頓在教士一年，打擊率2成51，26轟81分打點。11月2日，他成為自由球員。

### 底特律老虎
2016年
1月20日，底特律老虎以一紙6年1億3275萬美元的合約簽下了厄普頓，合約包含他在2017年球季結束後有成為自由球員的選擇權。7月18日，厄普頓擊出生涯第200轟，老虎就以1比0擊敗雙城。
9月19日到25日，厄普頓繳出4成打擊率，3轟6分打點，22個壘打數為美聯最高。後來他與雙城隊的Carlos Santana共同成為美聯單週最佳球員。
總計他該年打擊率2成46，31轟87分打點。
2017年
2017年的明星賽，因為其隊友麥可·富爾默先發日程的緣故，無法出席明星賽，因此這個空缺由厄普頓遞補。上半季他打擊率2成71，15轟54分打點，3成56上壘率。

### 洛杉磯天使
2017年8月31日，老虎隊將厄普頓交易至天使隊，換來Greyson Long和一名日後指定球員。9月15日，老虎從天使換來了Elvin Rodriguez。
2017年球季，他的打擊率為2成73，上壘率3成61，35轟109分打點。
該年他與布萊特·加德納和艾力士·古登一起進入金手套最終決選名單，可惜他並未獲獎。11月2日，天使隊跟他簽下5年1億6百萬美元的合約。
該年他還獲得了銀棒獎，這是他生涯第三次獲得該獎。
2018年
該季他的打擊三圍為.257/.344/.463，30轟85分打點。
2019年
這一年他僅出賽63場比賽，打擊率2成15是生涯新低，另有12轟40分打點。
2020年-2022年
NBA球星柯比·布萊恩與女兒Gianna於1月27日因直升機墜機意外去世，而厄普頓為了紀念布萊恩，因此在這一年將背號8號改為10號(布萊恩的8號加上Gianna的2號)。7月29日，厄普頓敲出生涯300轟。整季他的打擊率為2成04，並敲出9轟與22分打點。
2021年8月27日，厄普頓打回生涯第1000分打點。2022年4月2日，天使在開季前將厄普頓給指定讓渡。

### 西雅圖水手
2022年5月21日，厄普頓加入水手。他在6月17日重返大聯盟，22日球隊將他下放小聯盟。不過他拒絕被下放，隨後成為自由球員。

## 外部連結
- 球員資訊和成績在MLB ，ESPN ，Baseball Reference ，Fangraphs ，The Baseball Cube ，Baseball Reference (Minors) ，Retrosheet ，Baseball Almanac （英文）

| 前任： Matt Bush | 大聯盟選秀狀元 2005年 | 繼任： Luke Hochevar |